# Братківці (Стрийський район)
Бра́тківці — село в Україні, у Стрийському районі Львівської області. Населення становить 1372 осіб. Орган місцевого самоврядування - Стрийська міська рада.

## Історія
Перша відома згадка про село датується 1447 роком.
Згідно з ревізією 1692 року селом володіли 10 шляхтичів. Тоді у Братківцях було 42 Кмети, 4 загородники та 2 огородники, а також 3 млини. Кількість осілих дворів була 61.
В 1905 р була заснована молочарська спілка, було 2 млини, тартак, кузня та крамниця.
У 1909 році (разом з Слобідкою) проживало 1243 українців, 186 поляків, 14 німців, 105 євреїв.
У 1921 р. (разом з Слобідкою) проживало 1858 українців, а в 1931—2423 українців.
В 1935 р. жило 1580 українців, 670 поляків, 80 євреїв, 46 німців, а 1939 р. — 1680 українців, 10 поляків, 100 латишів, 80 євреїв та 20 німців. У 2008 році проживало в 405 хатах 1338 осіб, з них 329 пенсіонерів.
У 2008 р. у власності селян було 114 корів, 19 коней, 29 кіз, 1672 голови птиці, 52 пасіки, 65 легкових та 14 вантажних автомашин.

## Політика

### Парламентські вибори, 2019
На позачергових парламентських виборах 2019 року у селі функціонувала окрема виборча дільниця № 461439, розташована у приміщенні будинку культури.
Результати
- зареєстровано 1044 виборці, явка 67,82%, найбільше голосів віддано за «Слугу народу» — 26,13%, за «Європейську Солідарність» — 24,44%, за партію «Голос» — 16,81%.[2] В одномандатному окрузі найбільше голосів отримав Андрій Кіт (самовисування) — 29,42%, за Андрія Гергерта (Всеукраїнське об'єднання «Свобода») — 14,43%, за Олега Канівя (Громадянська позиція) — 11,88%[3].

## Освіта
Першу 1-класну школу відкрито в 1909 р., де навчалось 184 учні. В 1935 р школу розширено до 4-класної, у якій навчалось 194 учні. В 2008 р. школа І-ІІІ ступенів обслуговується 8 технічними працівниками, а 22 вчителі навчають 162 учні.

## Культура
Першу читальню «Просвіти» відкрито в 1930 р. в хаті господаря Сунака. У 1991 р. соруджено Народний Дім з бібліотекою.

## Релігія
Перші письмові згадки про церкву Преображення Господнього (Спаса) відповідно до податкових реєстрів належать до 1507 і 1515 рр. В 1725 р. споруджено на бабинці наступну дерев'яну церкву, а в 1847 р. споруджено дерев'яну дзвіницю. В 1878 р. через ветхість церкву розібрали. В 1879 р. під керівництвом майстра Музики на її місці споруджено третю з відомих дерев'яну церкву Преображення Господнього. В 1905 маляр Сенюта розписав церкву, а невдалі розписи усунуто в 1934 р. З 1960 до 1986 р. церква була закрита. Церква є пам'яткою сакральної архітектури місцевого значення.

## Пам'ятники
- «Соборна Україна», скульптор Олег Лесюк[4];

## Постаті
- Пастущин Василь Юрійович (17.04.1889-06.01.1958) український етнолог, історик та мовознавець.[5]
- Войтанівський Василь (1894—1945) — український громадський та політичний діяч, організатор та голова Товариства «Просвіта» у Загребі, тереновий провідник ОУН в Королівстві Югославія, учасник II Великого Збору ОУН у Римі (26.08.1939).